# 野尻あかね
野尻 あかね（のじり あかね、1973年3月20日 - )は、日本のフリーアナウンサー。元NHKの契約キャスター。現在も福岡を拠点に活動している。

## 人物
時期は定かでないが、福岡・熊本の両県で育った。福岡県立筑紫高等学校、福岡女子大学卒業後NHK熊本放送局に契約キャスターとして入る。
2000年福岡局に移籍後は13年間にわたり昼前の地域情報番組で司会を務めた。2013年からはラジオに活動の場を移す。
福岡局契約キャスターを離れた後も、引続き福岡局制作のドキュメンタリー番組のナレーションも数多く務めている。
趣味は、社交ダンスなど。

## 担当番組
- テレメッセくまもと
- ゆうどき5九州・沖縄
- 知っとお?ふくおか（総合テレビ、2002年度まで）
- ふくおかくらし発見（総合テレビ　2003年4月〜9月）
- ぐるっと8県 九州沖縄（総合テレビ　2003年10月〜2013年3月）
- お元気ですか日本列島「ぐるっとニュース」（総合テレビ、不定期）
- 福岡にんげん交差点などドキュメンタリーのナレーション
- 九州沖縄スペシャル「リレードキュメント」 - ナビゲーター
- 『徹底討論 ふるさと再生スタジアム』  - 共同進行
- はっけんラジオ（ラジオ第1 2013年4月〜2015年3月）
- The Life - ドキュメンタリー番組のナレーション
- #てれふく - ドキュメンタリー番組のナレーション
- 千年の祈り 太宰府天満宮 - ナレーション

など